# 5e régiment de spahis tunisiens
Le 5e Régiment de Spahis Tunisiens (5e R.S.T.) est un régiment de cavalerie de l'armée d'Afrique dépendant de l'armée française.

## Création et différentes dénominations
- 1929 : création du 5e régiment de spahis tunisiens
- 1933 : Dissous

## Historique des garnisons, campagnes et batailles

### Entre-deux-guerres
Ce régiment a été créé en 1929 à partir du 12e Régiment de Spahis Tunisiens. Sa garnison était à Damas (Syrie). Il a été dissous en 1933.

## Étendard
Hérité du 12e Régiment de Spahis Tunisiens dont il est issu, il portait, cousues en lettres d'or dans ses plis, les inscriptions suivantes :
- Levant 1920-1927